# Ванина (фильм)
Вани́на (нем. Vanina oder Die Galgenhochzeit, дословно — «Ванина, или Свадьба на виселице»), иногда именуется также Вани́на Вани́ни (нем. Vanina Vanini) — немецкий немой чёрно-белый фильм, поставленный режиссёром Артуром фон Герлахом по мотивам новеллы Стендаля «Ванина Ванини» в 1922 году.

## Сюжет
В городе Турине правит жестокий тиран — уродливый и увечный старик. Однажды доведённый до последнего отчаяния народ восстаёт, во главе восставших стоит молодой Октавио. Восстание подавлено, а Октавио схвачен и заключён в тюрьму. Однако, дочь правителя красавица-Ванина влюбляется в Октавио и уговаривает своего отца помиловать своего возлюбленного. Ко всеобщему удивлению отец соглашается, выпускает Октавио из тюрьмы и организует свадьбу. Однако, прямо во время свадьбы, тиран внезапно меняет своё решение — он приказывает схватить Октавио, снова бросить его в темницу, а затем повесить. Октавио уводят, а Ванина набрасывается на своего отца и таки выбивает из него помилование для своего жениха. Ванина бросается в тюрьму и уводит из неё Октавио. Тем временем правитель приходит в себя и снова приказывает схватить молодого человека. Влюблённые проходят множество бесконечных коридоров внутри дворца, преодолевают множество дверей и вот, когда от свободы их отделяет последняя дверь, стража хватает их. Октавио ведут к виселице и казнят, в то время как тиран сотрясается от беззвучного хохота. Видя это, Ванина падает замертво — она не может продолжать жить без своего возлюбленного.

## В ролях
- Аста Нильсен — Ванина
- Пауль Вегенер — её отец, правитель Турина
- Пауль Хартман — Октавио
- Альбрехт Виктор Блюм[нем.] — адъютант
- Бернард Гёцке — священник
- Рауль Ланге — палач

## Критика
После выхода фильма критик немецкого журнала Film-Kurier писал о нём: 
Этот фильм — наиболее последовательная на сегодняшний день попытка создать особую форму искусства живого изображения.Film-KurierОригинальный текст (нем.)Dieser Film ist der bisher konsequenteste Versuch, aus den Bedingungen des lebenden Bildes heraus eine besondere Kunstform zu schaffen
Через много лет после выхода фильма критики также обращали внимание на особенности его визуального ряда. Так, Зигфрид Кракауэр отмечал необычное построение сцен бегства Ванины и Октавио из тюрьмы — вместо того, чтобы дать ощущение стремительности, фон Герлах сделал развитие сюжета в этой части фильма нарочито медленным, вместо быстрого побега — долгие проходы по бесконечным коридорам, через бесконечные двери. Отмечается также необычный выбор исполнителей на некоторые роли — так роль старого, увечного отца Ванины исполняет Пауль Вегенер, которому на момент съёмок было только 44 года и который обычно исполнял роли моложавых, романтических героев.